# Katharina Blaschke
Katharina Blaschke (* 1956) ist eine deutsche Theater- und Filmschauspielerin.

## Biographie
Sie machte das Abitur an einem Humanistischen Gymnasium in Hamburg. Anschließend studierte sie Theaterwissenschaft an der Ludwig-Maximilians-Universität in München. Ebenfalls in München machte sie sowohl einen Abschluss an der Fachakademie für darstellende Kunst Otto-Falckenberg-Schule als auch an einer Schule für F.M. Alexander-Technik. Blaschke machte eine Gesangsausbildung unter anderem bei Wolfgang Büttner.
Blaschke ist als Fernsehschauspielerin bekannt durch ihre Fernsehserienauftritte. In der Kriminalserie SOKO Wismar spielt sie seit 2005 die Gerichtsmedizinerin Dr. Helene Sturbeck. In der Fernsehserie Um Himmels Willen spielte sie seit 2008 die Rolle der Frau Dornfelder. Auch in der Fernsehserie Der Landarzt hatte sie seit 2009 regelmäßig Auftritte in der Rolle als Cynthia Husen.
Als Theaterschauspielerin spielte sie bisher unter anderem am Nationaltheater Mannheim, am Schillertheater Berlin, am Deutschen Schauspielhaus und Thalia Theater in Hamburg, am Deutschen Theater in München, an der Komödie Düsseldorf, an der Komödie Dresden und am Markgräflichem Theater Bayreuth, sowie den Barockfestspielen Sanssouci. 2024 spielt sie in Cluedo in der Komödie am Kurfürstendamm (Spielstätte Theater am Potsdamer Platz) in Berlin.
Katharina Blaschke wohnt in Berlin.

## Filmografie (Auswahl)
- 1999: Ritas Welt (Fernsehserie, Folge Ein komischer Heiliger)
- 2000: Harte Jungs
- 2000: Der tote Taucher im Wald
- 2000: Gripsholm
- 2001–2008: Die Anstalt – Zurück ins Leben (27 Folgen)
- 2003: Die Eltern der Braut
- 2003: Die Klasse von ’99 – Schule war gestern, Leben ist jetzt
- 2004: Franz
- 2004: Erbin mit Herz
- 2004: Singe den Zorn – Homers Ilias in Troia
- 2005: Die Mandantin
- seit 2005: SOKO Wismar (Fernsehserie)
- 2006: Die Krähen
- 2007: Die Masche mit der Liebe
- 2008: Im Gehege
- 2008–2021: Um Himmels Willen (Fernsehserie)
- 2009: Tatort – Borowski und die Sterne (Fernsehreihe)
- 2009: Doktor Martin
- 2009–2013: Der Landarzt (Fernsehserie)
- 2010: Das geteilte Glück
- 2010: Meine Familie bringt mich um
- 2011, 2019: Notruf Hafenkante (Fernsehserie, verschiedene Rollen, 2 Folgen)
- 2013: Alles Klara (Fernsehserie, Folge Bäumlers Klippe)
- 2019: Wilsberg – Gottes Werk und Satans Kohle (Fernsehreihe)
- 2022: Ein starkes Team: Abgestürzt (Fernsehreihe)
- 2024: Die Kanzlei (Fernsehserie, Folge Nackte Tatsachen)